# Part-time Detective
Part-time Detective (en japonés: パートタイム探偵, Pāto-taimu tantei?) son dos películas japonesa para la televisión dirigidas por Takashi Miike en los años 2002 y 2004.Fueron transmitidas en Onna to Ai to Mystery (en japonés: 女と愛とミステリー, On'na to ai to misuterī?, traducción literal: Mujer, amor y misterio),que es un programa de dramas de televisión que engloba tanto series como películas,conocido en Japón como "Suspense de 2 horas (2時間ドラマ)", que se centran principalmente en historias de misterio y de suspense dramático de larga duración coproducido por TV Tokyo y BS Japan y emitido desde enero de 2001 hasta marzo de 2005.

## Part-time Detective - Part 1
Part-time Detective (en japonés: パートタイム探偵, Pāto-taimu tantei?) también conocida en Japón como Pāto-taimu tantei (1) ~ otto ni naisho de shichi henge okusama tantei ga yubune de nozoita hanayome no himitsu! (パートタイム探偵(1)～夫にナイショで七変化　奥様探偵が湯船でのぞいた花嫁の秘密！,?  traducción literal: Detective a tiempo parcial (1) - Siete cambios ocultos a su marido. ¡El detective de la esposa se asomó al secreto de la novia en la bañera!), es una película japonesa para la televisión de 2002 dirigida por Takashi Miike. Su primera emisión fue el 11 de diciembre de 2002 por TV Tokyo / BS Japón.

## Argumento
Noriko Yamada, una corriente ama de casa, vive con sus dos hijos y con su marido Kazuo, que trabaja en el Banco Yotsuba. Debido a la fusión y absorción que está atravesando el banco donde trabaja Kazuo, puede que peligre su puesto y a causa de la reestructuración. Las finanzas familiares de Noriko están en problemas y comienza a buscar un trabajo a tiempo parcial a espaldas de su familia. Pero nadie la contrata debido a su edad y por ser ama de casa. Pero por casualidad, conoce a Hitoshi Hibino, el segundo presidente de la agencia de detectives "K&D Research", y termina trabajando como "detective a tiempo parcial".
En su primer caso tendrá que investigar una infidelidad. Pero, lo que parece ser un simple suceso de celos, se va complicando hasta el punto de estar relacionado con un incidente ocurrido hace poco tiempo en el barrio de Meguro, donde un hombre y su esposa aparecieron muertos en su casa a causa de un supuesto suicidio.

## Reparto
| Actor             | Papel                                           |
| ----------------- | ----------------------------------------------- |
| Keiko Matsuzaka   | Noriko Yamada                                   |
| Toshio Kurosawa   | Toshio Sengoku (ex ladrón)                      |
| Yuka Itaya        | Kyoko Shinohara (empleado)                      |
| Hidekazu Nagae    | Takafumi Igarashi (empleado)                    |
| Eisaku Yoshida    | Hitoshi Hibino (ex detective)                   |
| Ren Ôsugi         | Kazuo Yamada. El marido de Noriko               |
| Daisuke Honda     | Kotaro Yamada. Hijo de Yamada y Noriko          |
| Marina Kozawa     | Sumire Yamada. Hija de Yamada y Noriko          |
| Nobuto Okamoto    | Koichi Numata (Director General, Banco Yotsuba) |
| Yōji Tanaka       | Oshita (detective)                              |
| Masami Nakagami   | Toru Aizawa (detective)                         |
| Maimi Harada      | Ayumi Shibusawa (hija de Ryuichi y Shizuko)     |
| Kimika Yoshino    | Mari Tomigusuku (anfitriona)                    |
| Tetsuji Tamayama  | Shuji Ichinose (peluquero)                      |
| Masaomi Kondô     | Yoshihiko Kagami (Gerente del Banco Yotsuba)    |
| Daikichi Sugawara | Ryuichi Shibusawa (gerente de la empresa)       |
| Rika Tō           | Shizuko Shibusawa (esposa de Ryuichi)           |
| Yoshiki Arizono   | Esteticista                                     |
| Moeko Ezawa       | Shibusawa (madre de Ryuichi)                    |
| Yoshiko Miyazaki  | Yukie Kagami (Esposa espejo)                    |

## Créditos
- Obra original: Fumio Watanabe.[4]
- Guion: Mitsuru Tanabe.
- Director: Takashi Miike.
- Fotografía: Shogo Ueno.
- Sonido: Kazushiko Yokono.
- Iluminación: Kazushiko Yokono.
- Edición: Ryuji Murayama.
- Coordinador de especialistas: Keiji Tsujii y Ken'ichirō Tamayori.
- Efectos de sonido: Masatoshi Saito y Miyuki Horiuchi.
- Gestión de producción: Hajime Endo.
- Cooperación de supervisión: GALU Agency Co.,ltd.
- Productor general: Toshiyuki Fuwa.
- Productor: Keita Hirano (Amuse), Shinji Okabe (TV Tokyo).
- Producción: TV Tokyo, BS Japón, Amuse.

## Lanzamiento
Part-time Detective se ha trasmitido en múltiples ocasiones por televisión. No obstante, el horario de la primera transmisión fue de las 21:00 a las 22:54 de domingo 1 de diciembre de 2002, por BS Japón (transmisión por satélite) y el miércoles 11 de diciembre de 2002, de las 20:54 a las 22:48, por TV Tokyo (transmisión terrestre).A pesar de las casi dos horas que muestra la franja horaria de la emisión por televisión, Part-time Detective sin cortes publicitarios, tiene una duración de una hora y veintiséis minutos.

## Part-time Detective - Part 2
Part-time Detective 2 (en japonés: パートタイム探偵2, Pāto-taimu tantei 2?) también conocida en Japón como Pāto-taimu tantei (2) Ano shufu tantei ga fukkatsu! Satsujin-han wa wain no kaori sekushii (hi) shichi henge kikīppatsu! (あの主婦探偵が復活！殺人犯はワインの香り　セクシー(秘)七変化危機一髪！,?  traducción literal: Detective a tiempo parcial (2) - ¡Esa detective ama de casa ha vuelto! El asesino huele a vino; sexy (secreto) ¡siete cambios y una situación cercana!), es una película japonesa para la televisión de 2004 dirigida por Takashi Miike. Su primera emisión fue el 25 de febrero de 2004 por TV Tokyo / BS Japón.

## Argumento
Cuando el banco donde trabaja Kazuo Yamada (el marido de Noriko), recorta los salarios debido a una recesión. Noriko vuelve a acudir a "K&D Research", la agencia de detectives dirigida por Hitoshi Hibino, para preguntar si puede trabajar de nuevo a tiempo parcial y Noriko es contratada. Entonces, Rie Odajima, una oficinista de carrera que trabaja para "Sunrise Dining", una importante empresa de restaurantes, acude a la agencia por que está siendo acosada y quiere que averigüen quién es el culpable. Noriko se infiltra en la empresa como trabajadora, comienza a investigar y se entera de un incidente en el que el director general de la empresa ha sido asesinado. Más tarde el vicepresidente, Shuzo Fujie, que había desaparecido, también es encontrado muerto en su coche. A partir de aquí se sucederán una serie de acontecimientos en los que Noriko se vera envuelta en situaciones embarazosas y peligrosas, al intentar descubrir quien esta detrás de todo esto.

## Reparto
| Actor           | Papel                                           |
| --------------- | ----------------------------------------------- |
| Keiko Matsuzaka | Noriko Yamada                                   |
| Toshio Kurosawa | Toshio Sengoku (ex ladrón)                      |
| Yuka Itaya      | Kyoko Shinohara (empleado)                      |
| Hidekazu Nagae  | Takafumi Igarashi (empleado)                    |
| Eisaku Yoshida  | Hitoshi Hibino (ex detective)                   |
| Ren Ôsugi       | Kazuo Yamada. El marido de Noriko               |
| Daisuke Honda   | Kotaro Yamada. Hijo de Yamada y Noriko          |
| Marina Kozawa   | Sumire Yamada. Hija de Yamada y Noriko          |
| Mirai Yamamoto  | Rie Odajima (hija de Saeko)                     |
| Mao Sasaki      | Rie Odajima (de niña)                           |
| Yoshiki Arizono | Detective Kameda                                |
| Atsuko Murakawa | Secretaria del presidente                       |
| Aika Kamimura   | Colega de Rie                                   |
| Naomi Tomita    | Colegas de Rie                                  |
| Kyoko Matsumoto | Nuevo empleado                                  |
| Sawa Masaki     | Empleado de comedor al amanecer                 |
| Minori Terada   | Shutaro Fujie. Presidente de "Sunrise Dining"   |
| Kazuma Suzuki   | Shuzo Fujie. Vicepresidente de "Sunrise Dining" |
| Ken'ichi Yajima | Keiichi Toritani                                |
| Yû Tokui        | Kazuo Yamagiwa                                  |
| Fumie Hosokawa  | Kiriko Matsuno                                  |
| Akiko Nishina   | Saeko Okazono                                   |

## Créditos
- Obra original: Fumio Watanabe.[8]
- Guion: Mitsuru Tanabe.
- Director: Takashi Miike.
- Fotografía: Hideo Yamamoto.
- Cámaras (Steadicam): Motonobu Kiyoku y Daisuke Sōma.
- Iluminación: Akira Ono.
- Sonido: Masakatsu Shiobara.
- Edición: Yasushi Shimamura.
- Productor de línea: Katsuhiro Ogawa.
- Coordinador de especialistas: Keiji Tsujii.
- Efectos de sonido: Kenji Shibasaki y Hideo Koyama.
- Gestión de producción: Kazushi Miki.
- Cooperación de supervisión: GALU Agency Co.,ltd.
- Productor jefe: Osamu Ogawa.
- Productor general: Akira Sasaki.
- Productor: Keita Hirano (Amuse), Shinji Okabe (TV Tokyo).
- Producción: TV Tokyo, BS Japón, Amuse.

## Lanzamiento
Part-time Detective 2 se ha trasmitido en múltiples ocasiones por televisión. No obstante, el horario de la primera transmisión fue el miércoles 25 de febrero de 2004 de las 20:54 a las 22:48 por TV Tokyo. A pesar de las casi dos horas que muestra la franja horaria de la emisión por televisión, Part-time Detective 2 sin cortes publicitarios, tiene una duración de una hora y veintiséis minutos.

## Curiosidades
En Part-time Detective 2, hay dos escenas rodadas en forma de parodia, que hacen referencia a las películas: Llamada perdida y Kill Bill.

- En la primera; Noriko recibe una llamada a su teléfono móvil que suena con el mismo tono aterrador que les sonaba a los personajes de la película Llamada perdida antes de morir.
- En la segunda; Noriko sueña despierta con una escena en la que se enfrenta a tres integrantes de los 88 Maníacos (Personajes de ‘’Kill Bill’’, que están manchando unos documentos en la oficina), adoptando el estilo de Beatrix Kiddo (personaje que interpreta Uma Thurman en Kill Bill), y a los cuales derrota al ritmo del tema Battle Without Honor Or Humanity de Tomoyasu Hotei, canción que forma parte de la banda sonora de "Kill Bill", mientras  que por detrás de ella, aparece haciendo un pequeño cameo y pronunciando una especie de juego de palabras, el actor Sakichi Sato, que también actuó en "Kill Bill" como Charlie Brown.[9]

Estoy satisfecho con el trabajo terminado, lo que me hace sentir como si lo hubiera hecho.
Este trabajo estaba "dedicado a Tarantino", así que le informé de ello y le envié una copia. Le dije que podía usarlo como referencia para "Kill Bill 2", que actualmente se está editando (risas).
( Takashi Miike )